# ORP Garland (H37)
O ORP Garland foi um contratorpedeiro operado pela Marinha de Guerra Polonesa e uma embarcação pertencente à Classe G. Sua construção começou em agosto de 1934 nos estaleiros da Fairfield Shipbuilding and Engineering Company em Govan e foi lançado ao mar em outubro de 1935, sendo originalmente comissionado na Marinha Real Britânica como HMS Garland em março do ano seguinte. Era inicialmente armado com uma bateria principal composta por quatro canhões de 120 milímetros e oito tubos de torpedo de 533 milímetros, tinha um deslocamento carregado de quase duas mil toneladas e conseguia alcançar uma velocidade máxima de 36 nós (67 quilômetros por hora).
O Garland atuou na Guerra Civil Espanhola entre 1937 e 1938 reforçando o bloqueio marítimo imposto pelo Reino Unido e França contra o país. O navio foi seriamente danificado pouco depois do início da Segunda Guerra Mundial pela explosão de uma carga de profundidade e passou seis meses em reparos, sendo transferido durante esse período para a Polônia em maio de 1940. A embarcação principalmente escoltou comboios pelo Mar Mediterrâneo, Oceano Atlântico, Mar do Norte e Mar de Barents. O navio foi seriamente danificado em maio de 1942 por ataques aéreos alemães enquanto escoltava o Comboio PQ 16 para Murmansk, na União Soviética, necessitando três meses de reparos.
O contratorpedeiro voltou para funções de escolta no Atlântico e permaneceu no local até dezembro de 1943, quando foi transferido para a África Ocidental. O Garland retornou em abril de 1944 para o Mediterrâneo, onde ficou até novembro, quando voltou ao Reino Unido para manutenção. Depois do fim da guerra transportou suprimentos de emergência para a Bélgica e Países Baixos. Foi devolvido para controle britânico em 1946 e vendido alguns meses depois para a Marinha Real Holandesa, que inicialmente o usou como navio de treinamento. Foi reformado em 1958, renomeado para Hr.Ms. Marnix em 1950 e reclassificado como fragata em 1952, servindo até 1964 e então desmontado.

## Características
O Garland tinha um deslocamento padrão de 1 350 toneladas e um deslocamento carregado de 1 913 toneladas. Seu comprimento de fora a fora era de 98,5 metros, sua boca de 10,1 metros e calado de 3,8 metros. Seu sistema de propulsão era composto por duas turbinas a vapor Parsons que giravam duas hélices e geravam 34 mil cavalos-vapor (25 mil quilowatts) de potência para uma velocidade máxima de 36 nós (67 quilômetros por hora). O vapor das turbinas provinha de três caldeiras Admiralty. A embarcação carregava até 480 toneladas de óleo combustível, o que lhe dava uma autonomia de 5 530 milhas náuticas (10 240 quilômetros) a quinze nós (28 quilômetros por hora). Sua tripulação era de 137 oficiais e marinheiros em tempos de paz, porém chegava a 146 em tempos de guerra.
Seu armamento consistia em quatro canhões Marco IX calibre 45 de 120 milímetros em montagens únicas, designadas "A", "B", "X" e "Y" da proa para a popa. A defesa antiaérea tinha oito metralhadoras Vickers Marco III de 12,7 milímetros em duas montagens quádruplas. O navio foi equipado com oito tubos de torpedo de 533 milímetros. Um trilho e dois lançadores de cargas de profundidade foram instalados; o Garland originalmente carregava vinte cargas, porém este número cresceu para 35 depois do início da guerra. Em meados de 1940 o total carregado subiu para 44.

### Modificações
A maioria dos navios da Classe G teve seu lançador de torpedos de ré substituído por um canhão antiaéreo de 76 milímetros após a evacuação de Dunquerque em 1940, porém não se sabe exatamente quando essa modificação ocorreu no Garland. O armamento antiaéreo foi aprimorado em 1942 com dois canhões Oerlikon de 20 milímetros em sua plataforma de holofotes e outros dois nas asas da ponte de comando. O canhão principal "Y" foi removido para permitir um maior armazenamento de cargas de profundidade. As metralhadoras foram posteriormente substituídas por mais dois Oerlikons. A torre de controle direto e telêmetro acima da ponte foram substituídos depois de 1942 por um radar de indicação de alvo Tipo 271, enquanto o canhão "B" foi removido em favor de um morteiro antissubmarino. Um radar de varredura de superfície de curto alcance Tipo 286 foi provavelmente instalado em algum momento. O contratorpedeiro também recebeu um localizador de direção de alta-frequência no alto de seu mastro principal.

## História

### Serviço britânico
O Garland foi encomendado em 5 de março de 1934. Seu batimento de quilha ocorreu em 22 de agosto nos estaleiros da Fairfield Shipbuilding and Engineering Company em Govan, Escócia. Foi lançado ao mar em 24 de outubro de 1935 e finalizado em 3 de março de 1936. Seu custo foi de 250 664 libras esterlinas, tirando os equipamentos pagos pelo governo, como seu armamento. Foi designado para a 1ª Flotilha de Contratorpedeiros na Frota do Mediterrâneo. A embarcação fez patrulhas durante a Guerra Civil Espanhola, forçando os éditos do Comitê de Não-Intervenção entre 1937 e 1938. Passou por reforças em Sheerness de 24 de maio a 5 de julho de 1937 e depois de 31 de maio a 28 de julho de 1938, durante as quais suas turbinas foram consertadas. O navio fez patrulhas próximas de Chipre em julho de 1939.
O contratorpedeiro estava viajando entre Alexandria e Adem em setembro de 1939 quando a Segunda Guerra Mundial começou, chegando no dia 6. Foi colocado na escolta de um comboio para Malta, porém uma de suas cargas de profundidade explodiu em 17 de setembro e danificou seriamente a popa. O Garland precisou ser rebocado de volta para Alexandria onde reparos temporários foram feitos. Foi então rebocado para Malta para reparos, que duraram de 11 de outubro de 1939 a 8 de maio de 1940. Pouco antes deles serem finalizados, o navio foi emprestado para a Marinha de Guerra Polonesa no dia 3 de maio, aniversário de sua constituição de 1791.

### Serviço polonês

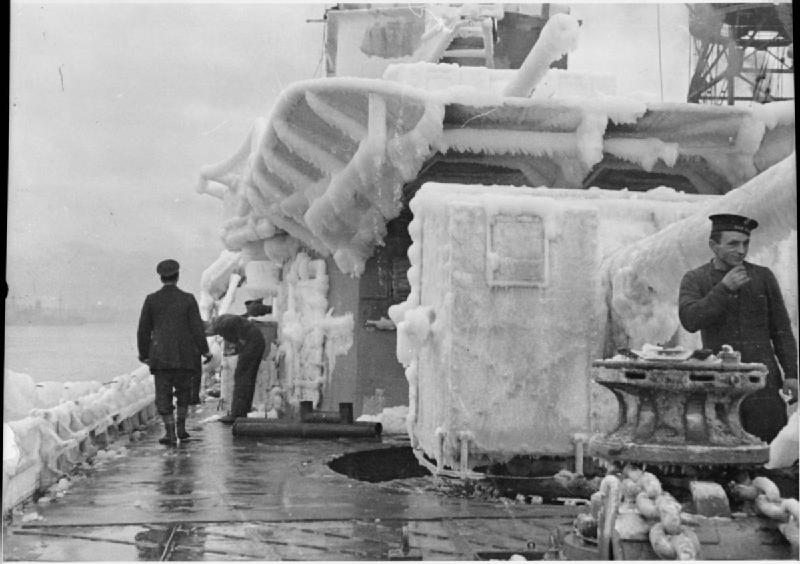
Canhões e superestrutura do Garland cobertos de gelo em 1942

O Garland escoltou um comboio para a Grécia no final de junho de 1940. Ele foi levemente danificado por ataques aéreos italianos em 31 de agosto enquanto escoltava um comboio para Malta. Foi transferido em meados de setembro para o Comando das Abordagens Ocidentais e designado para o 10º Grupo de Escolta. O navio foi seriamente danificado em 13 de novembro durante uma tempestade enquanto escoltava o couraçado HMS Revenge, exigindo um mês de reparos. Dois marinheiros foram varridos para o mar na tempestade e morreram. No início de 1941 a embarcação foi equipada com um novo sistema ASDIC. Foi transferido em abril para o 14º Grupo de Escolta e brevemente colocado junto com a Frota Doméstica, escoltando em julho um navio-tanque para desembarques em Spitsbergen, na Noruega. Ao retornar o Garland foi designado para o Grupo de Escolta B3 no Oceano Atlântico.
O contratorpedeiro polonês ORP Piorun juntou-se ao grupo no final de setembro na escolta de um grande comboio para Malta. Os dois escoltaram o couraçado HMS Nelson de volta para Gibraltar depois deste ter sido torpedeado durante a operação. O Garland em seguida retornou ao Grupo de Escolta B3. Passou por manutenção entre 28 de fevereiro e 5 de maio de 1942 em Middlesbrough e então foi designado no final de maio para a escolta do Comboio PQ 16. Neste, uma bomba jogada por um bombardeiro Junkers Ju 88 caiu nove metros a estibordo da embarcação, matando 22 marinheiros e ferindo outros 37 que operavam os canhões "A" e "B", o canhão Oerlikon de estibordo e uma metralhadora. O diretório de controle de disparo e o telêmetro foram destruídos. O Garland recebeu ordens para seguir para Murmansk por conta própria a fim de receber reparos temporários. Estes demoraram um mês e o contratorpedeiro partiu para Troon em 4 de julho, parte do Comboio QP 13, com os reparos permanentes só terminando em 21 de setembro.
O Garland voltou a integrar o Grupo de Escolta B3 e passou por grande reforma de em maio de 1943 a 8 de setembro. Ao voltar foi designado para o 8º Grupo de Suporte e escoltou pequenos comboios transportando tropas Aliadas até os Açores para a construção de bases aéreas, que foram autorizadas por Portugal em setembro. De novembro de 1943 até abril de 1944 operou a partir de Freetown, em Serra Leoa, para escoltar comboios entre a África Ocidental e Gibraltar. Em maio foi transferido para a 14º Flotilha de Contratorpedeiros no Mediterrâneo, onde escoltou comboios que apoiavam operações Aliadas no Mar Egeu. O Garland, na companhia de dois contratorpedeiros britânicos, afundou o submarino alemão U-407 próximo de Santorini em 19 de setembro de 1944. No mês seguinte ele deu apoio para a libertação da Grécia depois da retirada alemã.
O contratorpedeiro retornou para o Reino Unido em 20 de novembro a fim de passar por um longo processo de reformas em Devonport que só terminaram em 31 de março de 1945. Em seguida foi designado para integrar a 8ª Flotilha de Contratorpedeiros, novamente parte do Comando das Abordagens Ocidentais, porém a guerra terminou logo em maio. Imediatamente depois o transportou suprimentos de emergência para a Bélgica e Países Baixos. O Garland participou da Operação Deadlight no final do ano, deliberadamente afundando u-boots alemães capturados. Ele patrulhou o litoral norueguês no início de 1946 e foi designado em junho para a Esquadra Polonesa em Rosyth. No mês seguinte ele foi retirado de serviço e o empréstimo para a Polônia foi encerrado. Foi desarmado no final de agosto e colocado na reserva Categoria C em setembro.

### Serviço holandês

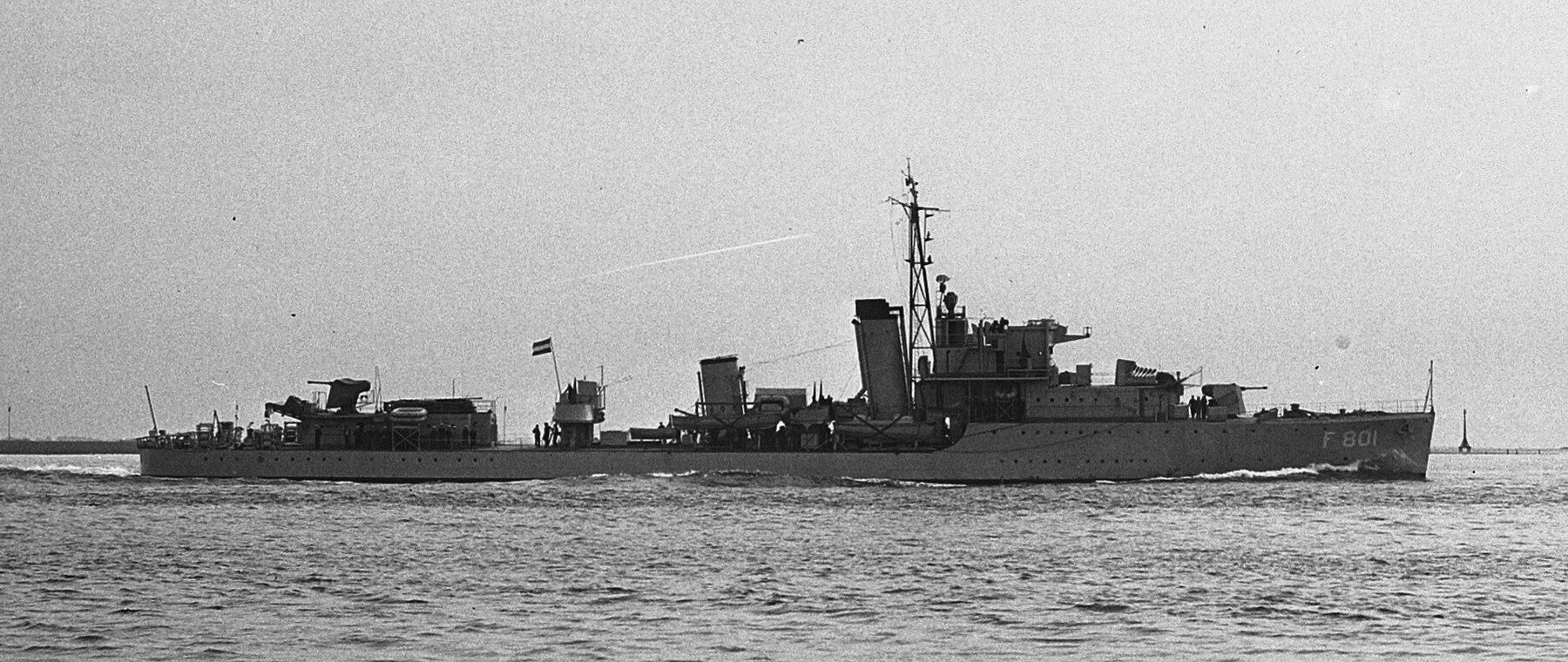
O Marnix em 18 de junho de 1954

O Garland foi vendido para a Marinha Real Holandesa em 14 de novembro de 1946 por nove mil libras esterlinas a fim de ser usado como um navio-escola. Foi reformado em 1948 para poder atuar como navio-escola antissubmarino. Foi provavelmente nesse momento que foi rearmado com dois canhões antiaéreos de 105 milímetros nas posições "A" e "X", um morteiro na posição "B" e seis canhões Oerlikon. Quatro lançadores de cargas de profundidade e dois trilhos foram instalados. Foi renomeado para Hr.Ms. Marnix em 16 de janeiro de 1950 e fez várias visitas para portos britânicos do sul em março. O navio foi reclassificado como uma fragata em 1952 e passou por uma nova reforma entre 1955 e 1956. Foi descomissionado em 31 de janeiro de 1964 e depois desmontado.